# Paczynka
Paczynka (deutsch: Klein Patschin, 1936–1945 Ellerbrück) ist ein Ort in der Stadt- und Landgemeinde Toszek im Powiat Gliwicki der Woiwodschaft Schlesien in Polen.

## Geographie
Paczynka liegt acht Kilometer südöstlich von Toszek, 15 Kilometer nordwestlich von Gliwice (Gleiwitz) und 34 Kilometer nordwestlich von Katowice (Kattowitz).
Nachbarorte von Paczynka sind im Nordwesten Paczyna (Groß Patschin) und im Osten Pyskowice (Peiskretscham).

## Geschichte
Bei der Volksabstimmung in Oberschlesien am 20. März 1921 stimmten 72 Wahlberechtigte für einen Verbleib bei Deutschland und 82 für Polen. Klein Patschin verblieb beim Deutschen Reich. 1933 lebten im Ort 272 Einwohner. Am 12. Februar 1936 wurde der Ort in Ellerbrück umbenannt. 1939 hatte der Ort 254 Einwohner. Bis 1945 befand sich der Ort im Landkreis Tost-Gleiwitz.
1945 kam der bisher deutsche Ort unter polnische Verwaltung und wurde in Paczynka umbenannt und der Woiwodschaft Schlesien angeschlossen. 1950 kam der Ort zur Woiwodschaft Kattowitz. 1999 kam der Ort zum wiedergegründeten Powiat Gliwicki und zur neuen Woiwodschaft Schlesien.